# Diogo José de Noronha
Diogo José de Noronha foi o conde de Vila Verde. Ocupou o cargo de primeiro-ministro de Portugal de 15 de abril de 1804 a 6 de julho de 1804.